# Paj
En paj är ett bakverk eller en maträtt som oftast utgörs av en botten, en fyllning och ett överdrag.

## Fyllning
En paj fylld med frukt, bär eller något annat sött är vanligen avsedd som efterrätt. Fylls pajen med kött och grönsaker räknas den som matpaj. För vissa pajer tillagas endast pajskalet, som sedan fylls med någon form av kallröra. Några fyllningar har fått egna namn.

## Pajdeg
Den deg som nyttjas vid pajbakning utgörs oftast av smör, mjöl, vatten, salt och ibland ägg. Pajdeg kan även innehålla socker, havregryn och andra smaksättare såsom vanilj, kakao eller kanel. Vissa pajer har degutsmyckningar eller ett deglock över fyllningen och detta görs vanligen av samma deg som pajbotten.

## Smulpaj
En smulpaj har inget pajskal, utan fyllningen läggs i en smord pajform. Smör, mjöl och socker rörs ihop till en smulig massa som man strör över fyllningen till dess att den är väl täckt. Smuldeg kan även innehålla havregryn. Smulpaj serveras ofta ljummen med antingen glass, vispad grädde eller vaniljsås.
Denna pajtyp är vanligast som efterrättspaj.

## Bildgalleri

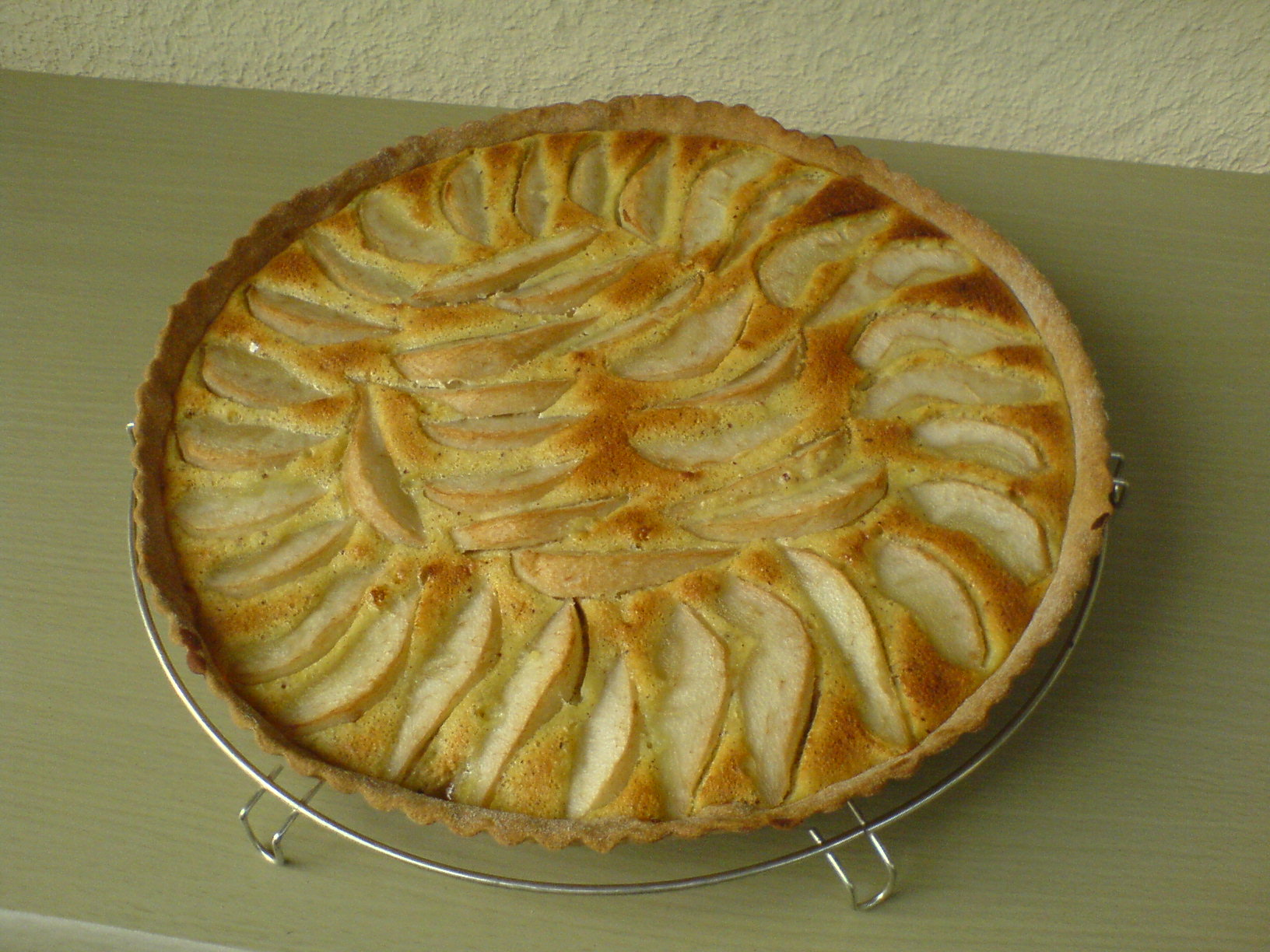
Päronpaj i form.
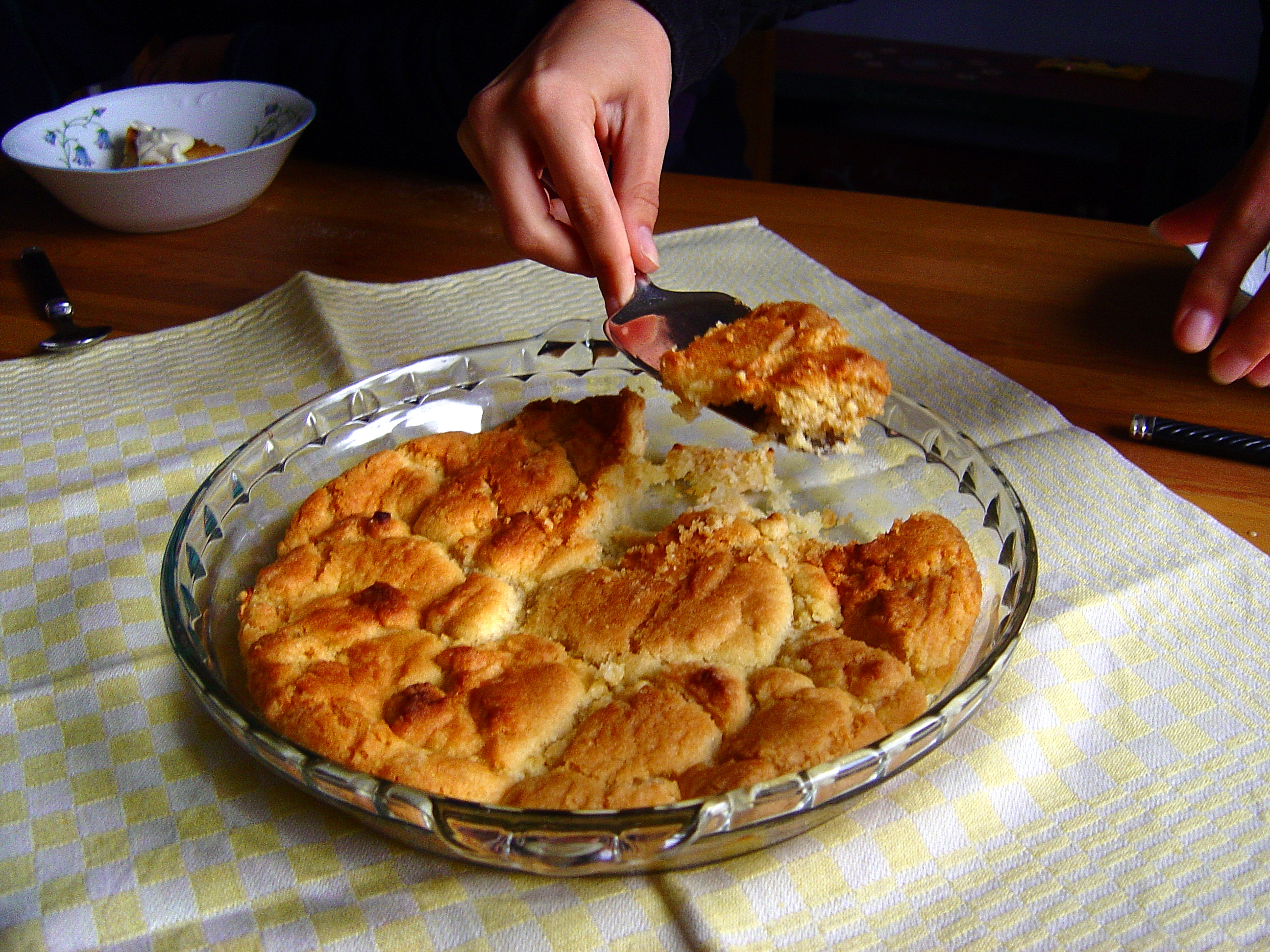
Smulpaj med äpple.
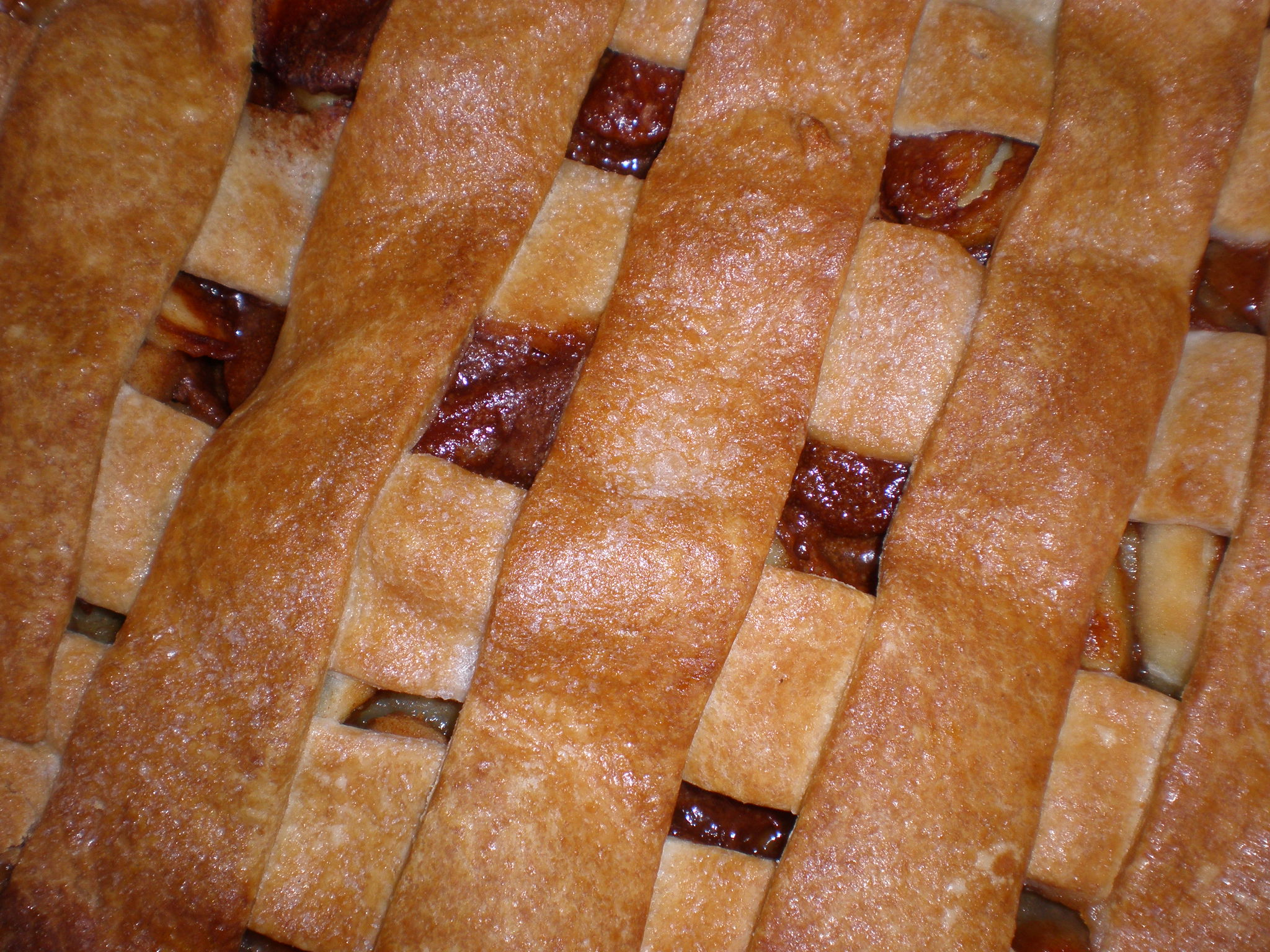
Lock av degremsor.
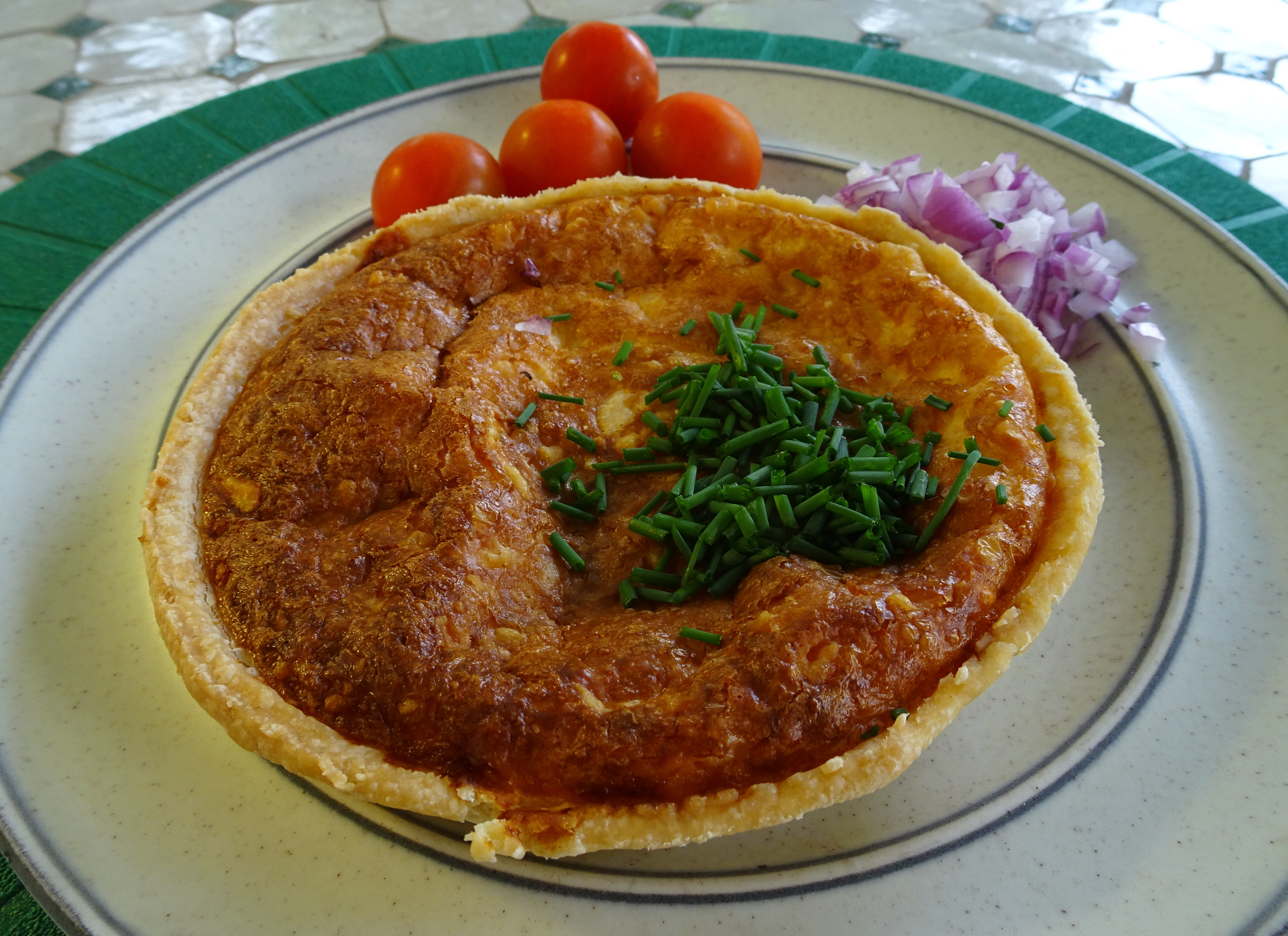
Västerbottenpaj där fyllningen huvudsakligen består av västerbottensost.